# Silviu Ilie
Silviu Ilie (Galați, 27 giugno 1988) è un ex calciatore rumeno, di ruolo centrocampista.

## Carriera

### Nazionale
Ha esordito in nazionale il 17 novembre 2010 durante l'amichevole terminata 1-1 contro la nazionale italiana.